# بخش سریشفسکی
بخش سریشفسکی (به لاتین: Seryshevsky District) یک منطقهٔ مسکونی در روسیه است که در استان آمور واقع شده‌است.